# Adelospondylus
Adelospondylus watsoni
Genre
Espèce
Adelospondylus est un genre fossile d'amphibiens lépospondyles. Il a vécu au Carbonifère supérieur en Écosse.
Une seule espèce connue est rattachée au genre, Adelospondylus watsoni, donc espèce type, et le genre est monotypique.

## Description
Distinct de Doleserpeton, le crâne d’Adelospondylus était plus bas avec une mandibule plus profonde. La mâchoire était convexe ventralement. L'orbite était plus petite, plus en avant et plus élevée par rapport au sommet du crâne. La partie postorbitale du crâne était allongée. L'indentation squameuse a été déplacée vers l'arrière au-dessus de l'articulation de la mâchoire. Le maxillaire n'a pas été élevé en avant. Le postorbital et jugal ont été fusionnés. Un nouvel os, ou la réapparition de l'intermède, est apparu sur le toit du crâne de façon asymétrique. En vue dorsale, le crâne était de forme triangulaire, distincte de la forme plus ovale de Doleserpeton. Seul le crâne est connu de ce genre, mais les taxons apparentés ont des corps de type caecilien très allongés avec de minuscules membres.

### Publication originale
- (en) Robert L. Carroll, « An adelogyrinid lepospondyl amphibian from the Upper Carboniferous », Canadian Journal of Zoology, vol. 45, no 1,‎ janvier 1967, p. 1–16 (DOI 10.1139/z67-001).